# 信頼の入江
信頼の入江（しんらいのいりえ、Sinus Fidei）は、Terra Nivium地方にある玄武岩質の月の海の小さな構造である。この湾の月面座標は、北緯18.0°、東経2.0°である。1976年に国際天文学連合によって命名が承認された。